# Johann Heinrich Schröder (Theologe)

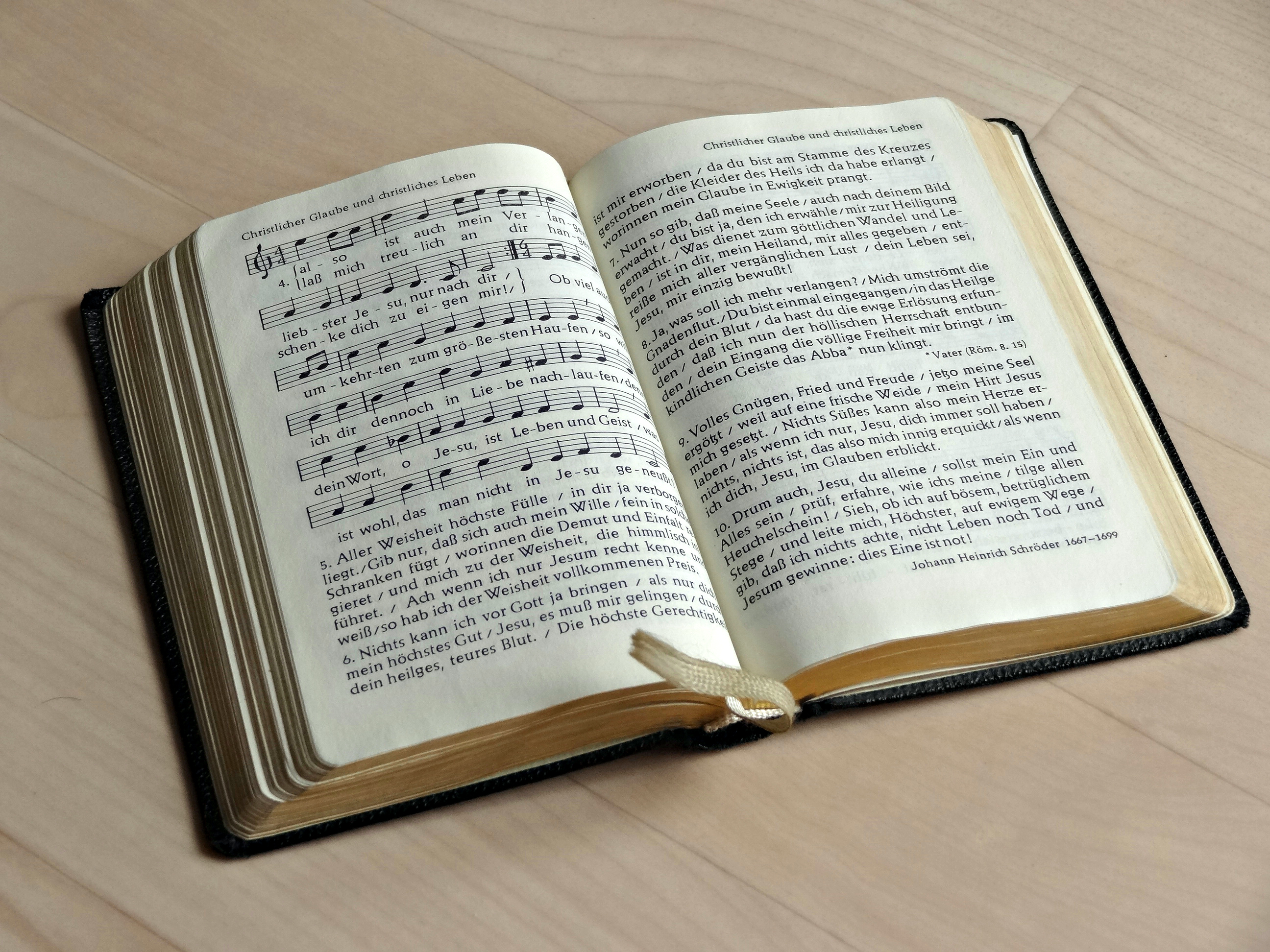
259. Eins ist not! Ach Herr, dies Eine (EM I u. II), Text: Johann Heinrich Schröder, Melodie: Adam Krieger 1657, geistlich Joachim Neander / Halle 1704, eine andere Weise: Johann Sebastian Bach 1736, Kapitel: Christlicher Glaube und christliches Leben, Evangelisches Kirchengesangbuch für die Evangelische Kirche in Hessen und Nassau, 17. Auflage, 1962

Johann Heinrich Schröder (* 4. Oktober 1666 in Hallerspringe, heute: Springe; † 30. Juni 1699 in Meseberg) war ein evangelischer Pfarrer und Kirchenlieddichter.
Während des Studiums 1684 bis 1687 in Leipzig bekam er Kontakt zu August Hermann Francke und blieb dessen Schüler auch 1690 bis 1691 in Erfurt, wo er mit 33 anderen Schülern Franckes ausgewiesen wurde.
Ab 1696 übernahm der leidenschaftliche Prediger des Pietismus das Pfarramt in Meseberg bei Magdeburg. Gemeinsam mit seiner Frau Tranquilla Sophia (geb. Wolf) dichtete er teils als chiliastisch kritisierte Choräle.
Johann Anastasius Freylinghausen bestätigt die Verfasserschaft von fünf Liedern, die zunächst Eingang ins Hallesche geistliche Gesangbuch (1697) gefunden hatten und die er in sein Freylinghausensches Gesangbuch (1704) aufnahm. Besonders sein Choral Jesu hilf siegen fand im 18. Jahrhundert weite Verbreitung. Im Evangelischen Gesangbuch finden sich die Lieder Jesu, hilf siegen, du Fürste des Lebens (EG 373) und Eins ist not, ach Herr, dies Eine (EG 386).